# Обід (округ Нове Замки)
Обід (словац. Obid) — село, громада округу Нове Замки, Нітранський край. Кадастрова площа громади — 24.49 км².
Населення 1166 осіб (станом на 31 грудня 2019 року).

## Історія
Обід згадується 1237 року.

## Географія
Протікають Мужлянський потік і Обідський канал.

## Населення
| Рік:            | 1994. | 2004. | 2014.   | 2024.   |
| --------------- | ----- | ----- | ------- | ------- |
| Кількість осіб: | 0     | 1147  | 1159    | 1143    |
| Різниця:        |       | –     | +1,04 % | -1,38 % |

| Рік:            | 2023. | 2024.   |
| --------------- | ----- | ------- |
| Кількість осіб: | 1135  | 1143    |
| Різниця:        |       | +0,70 % |